# Władysławów (gmina Sochaczew)
Władysławów – wieś w Polsce, położona w województwie mazowieckim, w powiecie sochaczewskim, w gminie Sochaczew. 
| SIMC    | Nazwa           | Rodzaj    |
| ------- | --------------- | --------- |
| 1057887 | Kolonia Altanka | część wsi |

W latach 1975–1998 miejscowość należała administracyjnie do województwa skierniewickiego.